# Rússkaia Pravda
Rússkaia Pravda o Dret de la Rus (antic eslau oriental: Правда роусьска, Pravda Rusĭskaya (1280), Правда Руськая, Pravda Rús'kaya (segona meitat del segle xiii); ucraïnés: Руська Правда, Rus'ca Pravda; rus: Ру́сская Пра́вда, Rússkaia Pravda) fou el codi de dret de la Rus de Kíev i dels posteriors principats de la Rus durant els temps medievals de la divisió feudal. Es redactà a començament del segle XII i es va refer durant molts segles. La base de la Rússkaia Pravda, Pravda de Iaroslau I de Kíev, Gran príncep de Nóvgorod i de la Rus de Kíev, fou escrita a començament del segle xi. La Rússkaya Pravda fou una font principal del dret rus antic.
Malgrat la gran influència de les lleis de l'Imperi Romà d'Orient en el món contemporani, i els llaços culturals i comercials entre Constantinoble i la Rus de Kíev, la Justícia de la Rus no tenia cap semblança amb la romana d'Orient. L'absència de pena de mort i de càstig físic en la Justícia de la Rus reflecteix més aviat la manera de pensar i la Justícia dels països nòrdics.

## Edicions

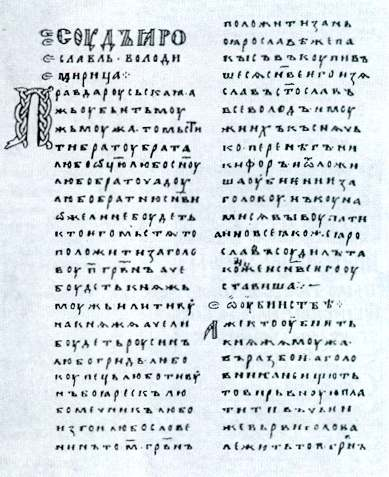
Còpia de lEdició extensiva. Manuscrit inicial: "SOUD Roslavl ‧ Volodimirica Pravda Russka:" (Sudŭ Jaroslavlĭ Volodimirica. Pravda Rusĭskaja)

Ens han arribat tres recensions de la Rússkaia Pravda: l'edició curta (Krátkaya), l'extensa (Prostránnaya) i l'abreujada (Sokraschiónnaya). Se'n conserven més de 110 exemplars que daten dels segles XIII al XVIII, en diferents manuscrits: cròniques i reculls: més de 100 exemplars, inclòs el més antic que se'n conserva, són de l'Edició Extensa.
Aquest codi de dret fou descobert per l'historiador Vassili Tatísxev en el text d'una de les cròniques de Nóvgorod i posat en coneixement de l'Acadèmia de Ciències de Rússia al 1738. La primera edició comentada del text, la publicà August Ludwig von Schlözer el 1767.

## Gènesi i evolució
La normativa de la Rússkaia Pravda reflectia l'evolució de les relacions socials a la Rus de Kíev dels segles XI al XIII. El dret consuetudinari, la legislació Kniaz i els procediments judicials eren la base del codi. També palesava les relacions socials comunes entre altres països eslaus molt relacionats, com ara els croats; i més o menys en el mateix període, a Croàcia va sorgir l'Estatut de Poljica, que és semblant en contingut a Pravda Rus'skaia.
L'edició abreujada de Justícia de Rússia conté dues parts aparentment diferents, denominades pels investigadors Pravda Yaroslava (Llei de Iaroslav, ca. 1017), coneguda així mateix com Drevnéishaya Pravda ('la Justícia més antiga') de Iaroslau I de Kíev, i Pravda Yaroslávichey (La Llei dels fills de Iaroslav, ca. 1054). Alguns indiquen altres components diferents del text, segurament afegits més tard.
La Llei de Iaroslav comprenia les normes legals del dret feudal i les normes arcaiques que es remuntaven al primitiu sistema comunal. Segons una teoria popular, la van promulgar per a resoldre un conflicte entre Konstantín Dobrýnich, un possàdnik de Nóvgorod, i la població dels varegs de la ciutat.
La posterior evolució i millora de la Justícia de la Rus ocorregué en temps dels fills de Iaroslau I de Kíev i del seu net Vladímir II Monòmac. Es creu que es van afegir noves disposicions a la Pravda Rússkaia després de les revoltes a Kíev, Nóvgorod i a la província de Rostov-Súzdal als 1068-1071.
En l'estat rus naixent, la Pravda Rússkaia fou substituïda el 1497 pel Sudébnik, un Codi de Dret. Uns segles abans, s'havien promulgat nous codis legals a Pskov i Nóvgorod.

## Institucions
La Pravda Iaroslavichey augmentava la responsabilitat d'una comunitat determinada per l'assassinat de soldats kniaz, tiuns (serfs privilegiat dels kniazs o boiars), starosta (representant de l'administració de baix rang d'un kniaz), otroks (soldats de baix rang en l'exèrcit d'un kniaz) i altres serfs en el seu territori. La Pravda Iaroslavichey preveia càstigs severs per als incendis provocats, la mutilació deliberada del bestiar i la usurpació col·lectiva de la propietat dels rics. Després del motí del 1113 a Kíev, es va introduir una llei contra els interessos exorbitants que limitava les operacions financeres dels prestadors.

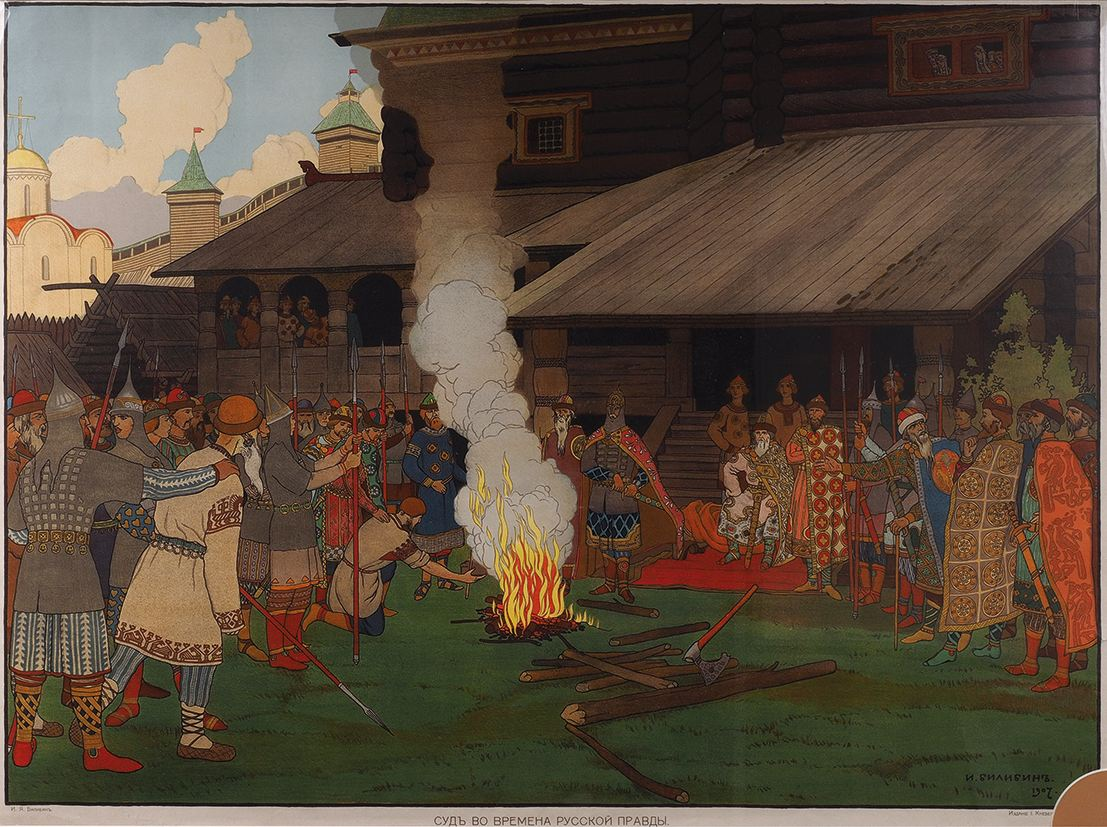
L'administració de justícia en la Rus de Kíev, d'Ivan Bilibin

La Pravda va estabilitzar el sistema de relacions feudals i la desigualtat social. Durant els segles XI-XIII es van promulgar noves lleis per als smerds (camperols dependents del feu), els zakups (camperols dependents del feu, que podien alliberar-se després de pagar un zakup, un préstec feudal), els kholops (camperols dependents del feu, que podien ser assassinats o venuts com a esclaus), etc. La vasta edició de la Pravda conté normes especials sobre l'estatus dels zakups i els kholops. També reflecteix el paper del tribunal de kniaz, augmentant i donant diverses formes de càstig. Va instituir multes que beneficiaven els kniaz o la seua administració, amb la disminució de la indemnització a les víctimes.
En un tempteig d'eliminar la disputa de sang (prou comuna en aqueixa època), el codi Pravda va limitar-ne l'"ús" i el nombre de venjadors als parents més propers del mort. Si no hi havia venjadors de la víctima, l'assassí havia de pagar una multa (anomenada vyra) a favor del kniaz i una indemnització parcial als familiars (la comunitat de l'assassí havia d'ajudar-lo a pagar la multa). Patriarcalment, si s'assassinava a una dona, calia pagar la meitat de la multa normal (anomenada poluvir'ye, la meitat de la vyra). El codi Pravda també protegia la salut i l'honor dels membres lliures de la societat feudal i donava una compensació econòmica en cas de mutilació o insult de paraula o d'obra. El codi tenia un ampli sistema de càstigs per al furt a la ciutat o al camp, el mal deliberat als boscos, als vedats de cacera o a les terres, l'aplanament, etc. També regulava els deutes entre particulars i incloïa articles de responsabilitat jurídica i de dret hereditari. El Pravda recorria als testimonis, als juraments i a l'"ordalia" (lat. ordalium), una prova de darrer recurs emprada per a demostrar la innocència o culpabilitat de l'acusat en el procés judicial. El procés legal també incloïa el relat dels testimonis, la prova, la recol·lecció o la persecució en calent. Els investigadors havien de comprovar si n'hi havia acusacions falses. Aquests foren els primers passos cap a la ciència forense criminalística.

## Mostra
(basat en un manuscrit de Troitzky del segle xv)
1. Si un home mata un altre, llavors un germà s'ha de venjar d'un germà, o un fill s'ha de venjar d'un pare, o d'un cosí, o d'un nebot; si ningú no es venja pas, llavors 80 grivna per l'assassinat, si és un home de kniaz o un funcionari de kniaz; si és un rusin, o un grid (un druzhinnik de rang inferior), o un comerciant, o un funcionari boiar, o un mechnik, o un exiliat, o un slovenin (de Nóvgorod), llavors 40 grivna per l'assassinat.
1. Убьет муж мужа, то мстит брат за брата, или сын за отца, или двоюродный брат, или племянник; если не будет никто мстить, то 80 гривен за убитого, если будет княжеский муж или княжеский управитель; если будет русин, или гридь, или купец, или боярский управитель, или мечник, или изгой, или словенин, то 40 гривен за убитого.